# Брагуи (народ)

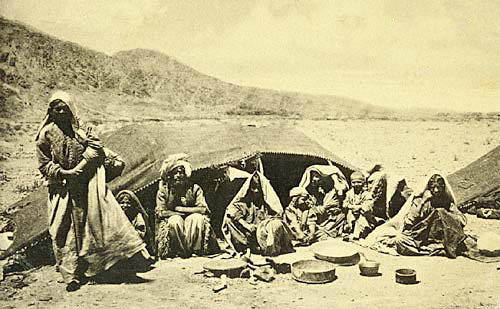
Брагуи. Фотография 1910 года.

Бра́гуи (брауи براہوئی) — дравидийский народ, проживающий в провинциях Белуджистан и Синд Пакистана, а также в пограничных территориях Афганистана и Ирана. Численность в Пакистане — около 2 млн. 367 тыс. человек. Говорят на дравидийском языке брауи. Также говорят на дари, арабском, урду и фарси. Исповедуют суннизм.

## Этногенез
Точно неизвестно, как возникли брагуи. Название считается чисто дравидийским, поэтому можно предположить, что они — остатки дравидийского этноса, который мигрировал в Индостан в 4-м тысячелетии до н. э. За свою историю брагуи попадали под влияние белуджей, монголов и арабов (Mikhail Andronov, 2010: p. 5). Очень часто ассимилировались и продолжают ассимилироваться другими народами. Это является следствием отсутствия определённой территории, исторически принадлежащей брагуям.
Тот факт, что другие дравидийские языки существуют только дальше на юге в Индии, привёл к некоторым выводам исследователей относительно происхождения данного народа. Есть три основные гипотезы относительно брагуи:
1. Брагуи — реликтовое население, оставшееся от дравидийского этноса, попавшее к тому же в окружение индо-иранской группы народов. Они являются как бы осколком былого ареала дравидийских народов.
2. Брагуи мигрировали в Белуджистан из Центральной Индии в ранний период развития мусульманской культуры, между XIII—XIV веками.
3. Брагуи мигрировали в Белуджистан из Центральной Индии около 1000 года нашей эры. Данная теория основана на том, что на народ брагуи не оказано более раннего по времени иранского влияния.[3][4][5][6][7][8]

Язык брагуи основан на диалекте северо-западных иранских языков балучи и синдхи, вкупе с юго-восточным диалектом иранского языка и пушту.[прояснить] Однако у брагуи нет более высокой генетической близости с дравидийским населением Индии, нежели у соседних индо-иранских пакистанцев. В связи с этим выводится теория о том, что хотя брагуи и говорят на дравидийском языке, по генетике они больше относятся к индо-иранцам, а не к дравидийцам. Они были ассимилированы индоиранцами, когда те прибыли в Южную Азию. При этом лингвистическая теория порой не совпадает с генетикой, что вносит различные мнения[какие?] в данный вопрос.
В 1660-е годы в результате восстания против наместника Великих Моголов образовалась Брагуйская конфедерация во главе с вождём племени камбрани Мир-Ахмедом, ставшим основателем ханства Калат и династии Ахмад-заев.

## Генетика
Брагуи несут в себе много вариаций гаплогруппы Y-ДНК. Наиболее весомой в их геноме является гаплогруппа R1a (Y-ДНК), а именно — R1a1a-M17 (35 % — 39,09 %). Данная гаплогруппа в том числе содержится в геномах индусов Северной Индии, киргизов, поляков, русских и вообще восточных славянских народов. Её высокую концентрацию у народа брагуи связывают с ранними восточными миграциями ариев. Гаплогруппа J (Y-ДНК), которая характерна для ближневосточных народов, составляет в среднем 28 %. Также в геноме присутствуют гаплогруппа G (Y-ДНК), гаплогруппа L (Y-ДНК), гаплогруппа N (Y-ДНК) — данные гаплогруппы делают народ брагуи практически неотличимым по генетике от индо-иранских народов белуджей и макрани, но при этом есть заметные отличия с синдхами, которые живут дальше по расстоянию.

## Род занятий
Основные занятия включают пашенное земледелие, разведение коз, овец, буйволов, лошадей и верблюдов.

## Образ жизни
Скотоводы, всё ещё ведут кочевой или полукочевой образ жизни, при этом живут в шатрах, крытых грубошёрстной тканью. Оседлые брагуи среднего достатка живут в глинобитных домах, нищие делают хижины из пальмовых листьев и циновок или живут в полуземлянках.

## Социальная организация
В обществе брагуи преобладает родоплеменная структура. На данный момент существует 4 племенных союза, которые делятся на кланы, которые в свою очередь на фалли (роды) во главе с вождями. Главным в роду является старейшина (камаша).

## Внешний вид
Оливковый цвет кожи получили из-за продолжительного смешения с иранцами и индо-арийскими народами, но тем не менее их легко отличить от этих этносов. Характерные черты брагуев — крепкое телосложение и длинные волосы. Из одежды надевают безрукавку, халат и шаль поверх длинной рубахи со сборками, шаровары и войлочную шляпу. Обувь — чаще всего сандалии.